# 1416 Renauxa
1416 Renauxa је астероид главног астероидног појаса. Приближан пречник астероида је 28,95 ,
а средња удаљеност астероида од Сунца износи 3,018 астрономских јединица (АЈ).
Инклинација (нагиб) орбите у односу на раван еклиптике је 10,042 степени, а орбитални период износи 1915,889 дана (5,245 година). Ексцентрицитет орбите астероида износи 0,102.
Апсолутна магнитуда астероида износи 10,40 а геометријски албедо 0,145.
Астероид је откривен 4. марта 1937. године.